# Course de montagne du Ranch Obudu
La course de montagne du Ranch Obudu (en anglais : Obudu Ranch Mountain Race) est une course de montagne se déroulant dans les montagnes Sankwala situées dans la région Obudu au Nigeria. Elle s'est tenue de 2005 à 2014. Elle est notamment connue pour avoir offert les primes de victoire les plus élevées de la discipline.

## Histoire
Le gouverneur de l'état de Cross River, Donald Duke, souhaite promouvoir le complexe touristique du Ranch Obudu qui bénéficie notamment d'un télécabine inauguré en juin 2005. Il décide de créer une course de montagne et pour être sûr d'attirer les meilleurs athlètes de la planète, offre des primes de victoire encore jamais vues dans ce sport. 50 000 $ sont offerts au vainqueur homme, 30 000 $ au deuxième et 10 000 $ au troisième. La première femme ne reçoit que 1 500 $. Dès l'année suivante, les primes sont identiques pour les hommes et les femmes. Au total, 227 000 $ de primes sont offerts aux meilleurs,.
La première édition a lieu le 27 novembre 2005 et voit s'affronter des athlètes locaux et les spécialistes internationaux de la discipline. L'Australien Ben du Bois s'impose en 48 min 44 s chez les hommes tandis qu'Anna Pichrtová est la première femme en 55 min 46 s.
Entre 2009 et 2014, la course accueille les championnats d'Afrique de course en montagne. Elle propose sa candidature pour organiser les championnats du monde de course en montagne 2014 mais n'est pas retenue. 
En butte à des difficultés financières, l'État de Cross River peine à payer les primes élevées des vainqueurs. En 2014, le gouverneur Liyel Imoke décide d'abaisser les primes des deuxième et troisième à 10 000 $ et 9 000 $ respectivement. Néanmoins les primes 2014 ne sont pas payées et plusieurs athlètes menacent d'intenter des poursuites en justice afin de recevoir leurs primes. Incapable de payer autant de montants, le gouverneur met fin à la course,.

## Parcours
Le parcours initial suit la route depuis l'entrée du complexe à 765 m d'altitude jusqu'au ranch situé sur le plateau Obudu à 1 575 m d'altitude. Il mesure 11 km pour 790m de dénivelé.
À la suite des remarques faites par la WMRA à la suite de la candidature déposée pour organiser les championnats du monde de course en montagne, le parcours est revu sous la supervision d'Erhan Başoğlu pour l'édition 2012. Il part depuis la station inférieure du télécabine et ne suit la route plus que sur 20 % du tracé puis emprunte un nouveau chemin créé spécialement pour l'occasion. Il est rallongé à 12,6 km pour les hommes et raccourci à 8,6 km pour les femmes,.

## Vainqueurs
| Année | Hommes                  | Temps          | Femmes           | Temps          |
| ----- | ----------------------- | -------------- | ---------------- | -------------- |
| 2005  | Ben Du Bois             | 48 min 44 s    | Anna Pichrtová   | 55 min 46 s    |
| 2006  | Francis Kibiwott        | 42 min 26 s    | Rehima Kedir     | 53 min 26 s    |
| 2007  | Habtamu Fikadu          | 42 min 50 s    | Rita Jeptoo      | 1 h 2 min 46 s |
| 2008  | Abebe Dinkesa           | 41 min 45 s    | Andrea Mayr      | 51 min 14 s    |
| 2009  | Habtamu Fikadu          | 42 min 3 s     | Mamitu Daska     | 49 min 12 s    |
| 2010  | Abebe Dinkesa           | 42 min 41 s    | Meselech Melkamu | 48 min 57 s    |
| 2011  | Hunegnaw Mesfin         | 41 min 50 s    | Genet Yalew      | 48 min 45 s    |
| 2012  | Abebe Dinkesa           | 1 h 1 min 58 s | Etenesh Diro     | 1 h 0 min 3 s  |
| 2013  | Philemon Rono           | 1 h 0 min 43 s | Genet Yalew      | 58 min 55 s    |
| 2014  | Hillary Kipkorir Kemboi | 1 h 2 min 34 s | Genet Yalew      | 1 h 1 min 20 s |

 Record de l'épreuve  ( 12,6 km,  8,6 km)